# Carlos Rômulo Gonçalves e Silva
Dom Carlos Rômulo Gonçalves e Silva (Piratini, 24 de janeiro de 1969), é um bispo católico, bispo diocesano de Montenegro, Brasil.

## Biografia
Rômulo nasceu a 24 de janeiro de 1969, em Piratini, Rio Grande do Sul. Viveu sua infância na zona rural deste município, na localidade denominada Cerro do Sandi. Seus pais Aldo Duarte e Silva e Anita Gonçalves e Silva, pequenos agricultores, são oriundos daquela mesma região, e descendem dos 48 casais açorianos que a colonizaram a partir do ano de 1789.
Em 1985 entrou no seminário diocesano de São Francisco de Paula, em Pelotas, para cursar o segundo grau.
Em 1988 iniciou o curso de filosofia na Universidade Católica de Pelotas, onde um dos seus formadores foi o então padre diocesano, depois bispo Edson Damian. Cursou teologia no Instituto de Teologia Paulo VI (Seminário de São Francisco de Paula).
Em Pelotas foi ordenado diácono em 1994, na Igreja Nossa Senhora Aparecida e, em Piratini, aos 8 de dezembro, em Nossa Senhora da Conceição, recebeu a ordenação presbiteral na Paróquia Nossa Senhora da Conceição por Jayme Chemello, sendo então designado Assistente da Formação no Seminário Menor e vigário paroquial na Paróquia Santa Terezinha. Em 1996 passou também a ser assistente do primeiro grupo propedêutico do Seminário diocesano. A partir de 1997 passou também a acompanhar os seminaristas da filosofia, ao mesmo tempo em que era assistente do propedêutico.
Em 2002 foi enviado para o Pontifício Colégio Pio Brasileiro em Roma, onde cursou na Universidade Gregoriana, mestrado em Teologia Espiritual. Ao retornar, em 2004, continuou como assistente do propedêutico, e assumiu a coordenação das Santas Missões Populares, que aconteceram nos anos de 2005, 2006 e 2007.
Em 2009 assumiu como pároco da Paróquia Nossa Senhora da Conceição de Canguçu, onde ficou por dois anos. Em 2011, já como pároco da Paróquia Santo Cura D'Ars, foi nomeado reitor do Seminário de São Francisco de Paula, diretor do Instituto de Teologia Paulo VI e assistente dos seminaristas teólogos, onde ficou até 2017 quando se tornou Vigário Geral da Arquidiocese de Pelotas, acumulando os serviços de Articulador da Pastoral junto ao Colegiado de Pastoral Arquidiocesano, Coordenador do Curso de Teologia, responsável pela Escola Diaconal Ney Passos e pela Escola de Formação de Ministros Extraordinários da Palavra e da Sagrada Comunhão.
Em 2017 foi nomeado pela Papa Francisco, bispo-coadjutor da Diocese de Montenegro. Rômulo foi ordenado bispo no dia 4 de junho de 2017 na Catedral São Francisco de Paula, na cidade de Pelotas por Jacinto Bergmann, Arcebispo Metropolitano da Arquidiocese de Pelotas.

## Sucessão Apostólica - Linhagem Episcopal
A Árvore Genealógica Episcopal de Dom Carlos Rômulo é a seguinte:
- Dom Jacinto Bergmann (2002), Arcebispo de Pelotas, Rio Grande do Sul
- Dom Jayme Henrique Chemello (1969), Bispo de Pelotas, Rio Grande do Sul
- Dom Antônio Zattera † (1942), Bispo de Pelotas, Rio Grande do Sul
- Dom João Batista Becker † (1908), Arcebispo de Porto Alegre, Rio Grande do Sul
- Dom Cláudio José Gonçalves Ponce de Leão, C.M. † (1881), Bispo deSão Pedro do Rio Grande do Sul
- Dom Angelo Cardeal Di Pietro † (1866), Arcebispo Titular de Nazianzo, Núncio Apostólico no Brasil de 1879 a 1882.
- Dom Gustav Adolf Cardeal von Hohenlohe-Schillingsfürst † (1857), Cardeal-Príncipe de Santa Maria in Traspontina e Hohenlohe-Schillingsfürst
- Papa Pio IX (1827), nascido Giovanni Maria Mastai-Ferretti
- Papa Pio VIII nascido Francesco Saverio Maria Felice Cardinal Castiglioni † (1800), à época cardeal bispo de Frascati
- Dom Giuseppe Maria Cardeal Doria Pamphilj † (1773), Cardeal Presbítero de San Pietro in Vincoli
- Dom Buenaventura Cardeal Córdoba Espinosa de la Cerda † (1761), Cardeal-Presbítero de San Lorenzo in Panisperna
- Dom Manuel Quintano Bonifaz † (1749), Arcebispo titular de Pharsalus
- Dom Enrico Enríquez † (1743), Arcebispo titular de Nazianzus
- Papa Bento XIV (1724), nascido Prospero Lorenzo Lambertini
- Papa Bento XIII (1675), nascido Pietro Francesco (Vincenzo Maria) Orsini de Gravina, O.P.
- Dom Paluzzo Cardeal Paluzzi Altieri Degli Albertoni † (1666), Cardeal Camerlengo da Câmera Apostólica
- Dom Ulderico Cardeal Carpegna  † (1630), Cardeal Presbítero de Santa Maria in Trastevere
- Dom Luigi Cardeal Caetani † (1622), Cardeal Presbítero de Santa Pudenziana
- Dom Ludovico Cardeal Ludovisi † (1621), Arcebispo de Bolonha
- Dom Galeazzo Sanvitale † (1604), Arcebispo Emérito de Bari (Canosa)
- Dom Girolamo Cardeal Bernerio, O.P. † (1586), Cardeal-Bispo de Albano
- Dom Giulio Antonio Cardeal Santorio † (1566), Cardeal Presbítero de San Bartolomeo all’Isola
- Dom Scipione Cardeal Rebiba, ordenado bispo em 1541, foiCardeal Presbítero de Sant’Anastasia.